# Ostra Górka (Silésie)
Pour les articles homonymes, voir Ostra Górka.
Ostra Górka est une localité polonaise de la gmina de Żarnowiec, située dans le powiat de Zawiercie en voïvodie de Silésie.